# Bräunleinsberg
Bräunleinsberg ist ein Gemeindeteil der Gemeinde Ottensoos im Landkreis Nürnberger Land (Mittelfranken, Bayern). Bräunleinsberg liegt in der Gemarkung Ottensoos.

## Geografie
Das Gewerbegebiet befindet sich etwa einen Kilometer nordwestlich des Ortszentrums von Ottensoos und liegt auf einer Höhe von 325 m ü. NHN, die Bundesstraße 14 führt unmittelbar südlich an ihm vorbei.

## Geschichte

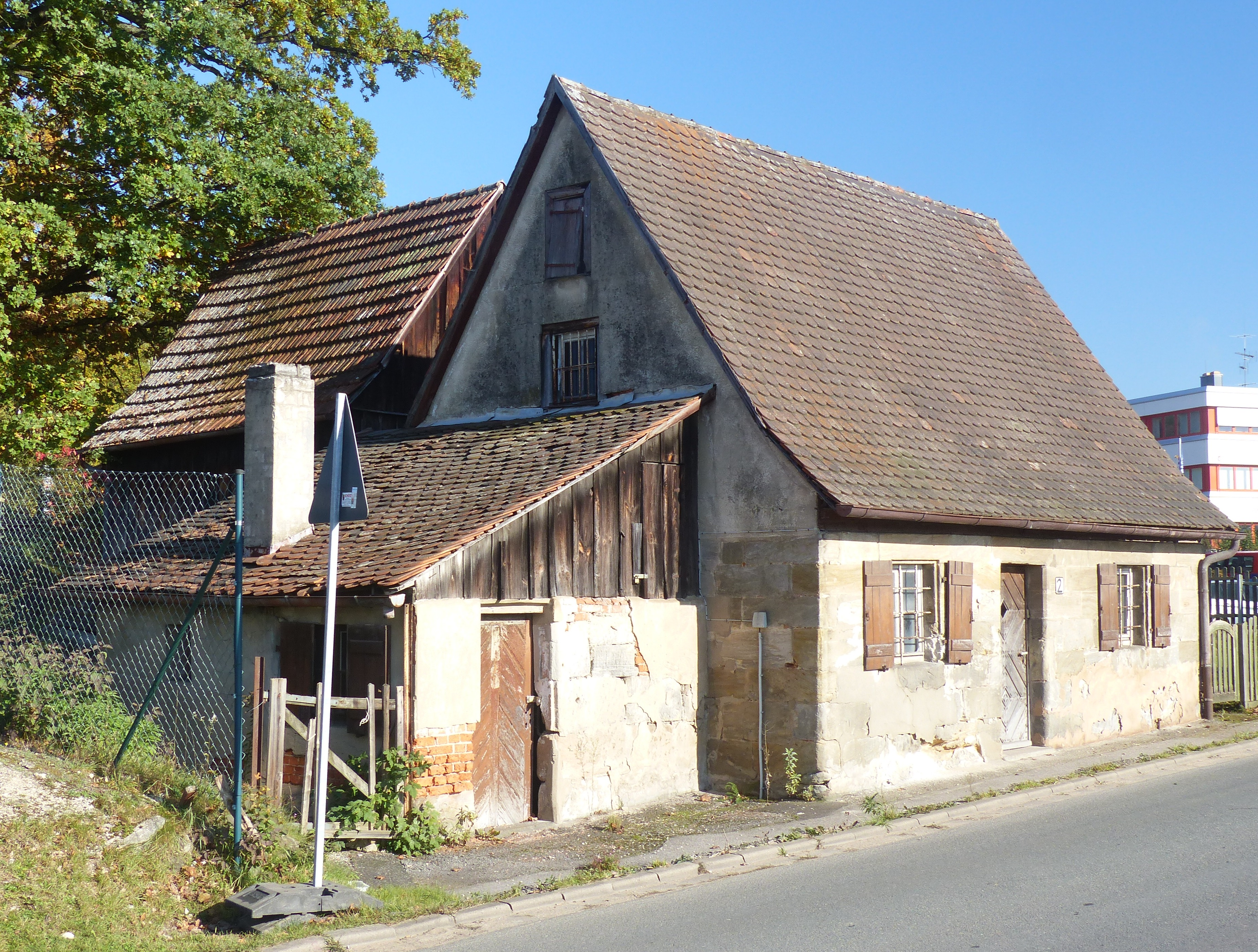
Das Bräunleinsberger Chausseehaus

Ein um das Jahr 1800 entstandenes Chausseehaus war das erste Gebäude, das auf dem Flurgebiet Bräunleinsberg errichtet wurde.
Die Entstehung des Gewerbegebietes am Bräunleinsberg hingegen begann erst nach dem Zweiten Weltkrieg, als dort das Betonwerk Uhl & Moos errichtet wurde. Willibald Uhl und Franz Moos, zwei Heimatvertriebene aus dem Sudetenland, gründeten dieses Unternehmen im Jahr 1945. Sie konzentrierten sich in der Produktion dabei auf die Herstellung von Rohren, denn in der Nachkriegszeit gab es zur Wiederherstellung der kriegsbedingt zerstörten Infrastruktur hierfür eine große Nachfrage. Als Standortvorteil erwiesen sich dabei die unweit gelegenen Sandgruben. Die Anlieferung der für die Betonproduktion dann noch benötigten Materialien, Schotter und Kies, wurde durch die verkehrsgünstige Lage an der Bundesstraße 14 erleichtert. Mit etwa 80 Mitarbeitern war Uhl & Moos zum Ende der 1960er Jahre der größte Arbeitgeber in der Gemeinde Ottensoos. Allerdings musste die Firma 1986 liquidiert werden, weil der Inhaber Franz Moos 1984 verstarb.
Nachdem das ursprünglich nur für die Firma Uhl & Moos erschlossene Areal erweitert worden war, siedelten sich weitere Unternehmen am Bräunleinsberg an, die in ganz unterschiedlichen Sparten tätig sind. Die im Getränkegroßhandel aktive Firma Getränke-Ziegler ist dabei das größte Unternehmen im Gewerbegebiet, sie beschäftigte im Jahr 2002 etwa 200 Mitarbeiter.
Unmittelbar nördlich von Bräunleinsberg ist ein weiteres Gewerbegebiet entstanden, das jedoch jenseits der Gemeindegrenze von Ottensoos liegt. Dieses Gebiet gehört zur Gemeinde Neunkirchen am Sand, es bildet dort jedoch keinen offiziellen Gemeindeteil. Da beide Gewerbegebiete fließend ineinander übergehen, werden sie bisweilen auch als Gewerbegebiet Bräunleinsberg-Seeäckerstraße bezeichnet.